# Arrondissement de Nantua
L'arrondissement de Nantua est une division administrative française située dans le département de l'Ain, en région Auvergne-Rhône-Alpes.
L'arrondissement couvre la partie nord du Bugey, le Haut-Bugey.

## Composition
Jusqu'en 2015 avec la modification de l'organisation des cantons, le territoire de l'arrondissement était organisé en cantons qui étaient les suivants :
- canton de Bellegarde-sur-Valserine ;
- canton de Brénod ;
- canton d'Izernore ;
- canton de Nantua ;
- canton d'Oyonnax-Nord ;
- canton d'Oyonnax-Sud ;
- canton de Poncin ;

L'arrondissement dans l'Ain jusqu'en 2016.

À cette date, il existe des cantons à cheval sur plusieurs arrondissements, ce qui implique qu'il existe des fractions de cantons :
- canton de Bellegarde-sur-Valserine (11 communes sur 15) ;
- canton d'Hauteville-Lompnes (8 communes sur 37) ;
- canton de Nantua (18 communes) ;
- canton d'Oyonnax (2 communes) ;
- canton de Pont-d'Ain (20 communes).

Le 1er janvier 2016, en raison de la création de la commune nouvelle de Haut Valromey qui est placée dans l'arrondissement de Belley, l'arrondissement perd le territoire correspondant aux anciennes communes du Grand-Abergement, du Petit-Abergement et d'Hotonnes.

L'arrondissement dans l'Ain depuis 2017.

En 2017 avec la réorganisation des intercommunalités, les arrondissements suivent les limites de ces structures qui sont les suivantes :
- Communauté de communes Haut Bugey ;
- Communauté de communes du pays bellegardien ;
- Communauté de communes des Rives de l'Ain - Pays du Cerdon.

En conséquence de ces réorganisations, plusieurs communes intègrent l'arrondissement. Neuville-sur-Ain, Pont-d'Ain, Varambon et Priay quittent l'arrondissement de Bourg-en-Bresse et Confort et Lancrans quittent l'arrondissement de Gex. Chanay qui appartenait à l'arrondissement de Belley se joint à ce nouveau territoire, Champdor-Corcelles fait le chemin inverse.
Au 1er janvier 2024, l'arrondissement groupe les 62 communes suivantes :
| Nom                      | Code Insee | Intercommunalité                   | Superficie (km2) | Population (dernière pop. légale) | Densité (hab./km2) | Modifier                                    |
| ------------------------ | ---------- | ---------------------------------- | ---------------- | --------------------------------- | ------------------ | ------------------------------------------- |
| Nantua (chef-lieu)       | 01269      | CA Haut-Bugey Agglomération        | 12,79            | 3 431 (2022)                      | 268                | modifier les données · modifier les données |
| Apremont                 | 01011      | CA Haut-Bugey Agglomération        | 14,57            | 399 (2022)                        | 27                 | modifier les données · modifier les données |
| Arbent                   | 01014      | CA Haut-Bugey Agglomération        | 23,49            | 3 482 (2022)                      | 148                | modifier les données · modifier les données |
| Béard-Géovreissiat       | 01170      | CA Haut-Bugey Agglomération        | 4,69             | 1 048 (2022)                      | 223                | modifier les données · modifier les données |
| Belleydoux               | 01035      | CA Haut-Bugey Agglomération        | 17,63            | 306 (2022)                        | 17                 | modifier les données · modifier les données |
| Bellignat                | 01031      | CA Haut-Bugey Agglomération        | 7,83             | 3 581 (2022)                      | 457                | modifier les données · modifier les données |
| Billiat                  | 01044      | CC Terre Valserhône l'interco      | 13,70            | 669 (2022)                        | 49                 | modifier les données · modifier les données |
| Bolozon                  | 01051      | CA Haut-Bugey Agglomération        | 4,92             | 99 (2022)                         | 20                 | modifier les données · modifier les données |
| Boyeux-Saint-Jérôme      | 01056      | CC Rives de l'Ain - Pays du Cerdon | 16,94            | 362 (2022)                        | 21                 | modifier les données · modifier les données |
| Brénod                   | 01060      | CA Haut-Bugey Agglomération        | 23,79            | 547 (2022)                        | 23                 | modifier les données · modifier les données |
| Brion                    | 01063      | CA Haut-Bugey Agglomération        | 4,48             | 591 (2022)                        | 132                | modifier les données · modifier les données |
| Ceignes                  | 01067      | CA Haut-Bugey Agglomération        | 10,01            | 263 (2022)                        | 26                 | modifier les données · modifier les données |
| Cerdon                   | 01068      | CC Rives de l'Ain - Pays du Cerdon | 12,30            | 755 (2022)                        | 61                 | modifier les données · modifier les données |
| Challes-la-Montagne      | 01077      | CC Rives de l'Ain - Pays du Cerdon | 7,65             | 185 (2022)                        | 24                 | modifier les données · modifier les données |
| Champfromier             | 01081      | CC Terre Valserhône l'interco      | 32,40            | 709 (2022)                        | 22                 | modifier les données · modifier les données |
| Chanay                   | 01082      | CC Terre Valserhône l'interco      | 18,10            | 595 (2022)                        | 33                 | modifier les données · modifier les données |
| Charix                   | 01087      | CA Haut-Bugey Agglomération        | 18,27            | 280 (2022)                        | 15                 | modifier les données · modifier les données |
| Chevillard               | 01101      | CA Haut-Bugey Agglomération        | 6,67             | 149 (2022)                        | 22                 | modifier les données · modifier les données |
| Condamine                | 01112      | CA Haut-Bugey Agglomération        | 4,64             | 477 (2022)                        | 103                | modifier les données · modifier les données |
| Confort                  | 01114      | CC Terre Valserhône l'interco      | 11,66            | 676 (2022)                        | 58                 | modifier les données · modifier les données |
| Dortan                   | 01148      | CA Haut-Bugey Agglomération        | 18,11            | 2 013 (2022)                      | 111                | modifier les données · modifier les données |
| Échallon                 | 01152      | CA Haut-Bugey Agglomération        | 28,09            | 774 (2022)                        | 28                 | modifier les données · modifier les données |
| Géovreisset              | 01171      | CA Haut-Bugey Agglomération        | 3,31             | 843 (2022)                        | 255                | modifier les données · modifier les données |
| Giron                    | 01174      | CC Terre Valserhône l'interco      | 9,39             | 174 (2022)                        | 19                 | modifier les données · modifier les données |
| Groissiat                | 01181      | CA Haut-Bugey Agglomération        | 6,32             | 1 216 (2022)                      | 192                | modifier les données · modifier les données |
| Injoux-Génissiat         | 01189      | CC Terre Valserhône l'interco      | 29,61            | 1 123 (2022)                      | 38                 | modifier les données · modifier les données |
| Izenave                  | 01191      | CA Haut-Bugey Agglomération        | 13,04            | 159 (2022)                        | 12                 | modifier les données · modifier les données |
| Izernore                 | 01192      | CA Haut-Bugey Agglomération        | 20,86            | 2 262 (2022)                      | 108                | modifier les données · modifier les données |
| Jujurieux                | 01199      | CC Rives de l'Ain - Pays du Cerdon | 15,39            | 2 209 (2022)                      | 144                | modifier les données · modifier les données |
| Labalme                  | 01200      | CC Rives de l'Ain - Pays du Cerdon | 8,80             | 207 (2022)                        | 24                 | modifier les données · modifier les données |
| Lantenay                 | 01206      | CA Haut-Bugey Agglomération        | 6,59             | 265 (2022)                        | 40                 | modifier les données · modifier les données |
| Leyssard                 | 01214      | CA Haut-Bugey Agglomération        | 9,13             | 163 (2022)                        | 18                 | modifier les données · modifier les données |
| Maillat                  | 01228      | CA Haut-Bugey Agglomération        | 11,31            | 693 (2022)                        | 61                 | modifier les données · modifier les données |
| Martignat                | 01237      | CA Haut-Bugey Agglomération        | 13,25            | 1 667 (2022)                      | 126                | modifier les données · modifier les données |
| Matafelon-Granges        | 01240      | CA Haut-Bugey Agglomération        | 21,54            | 630 (2022)                        | 29                 | modifier les données · modifier les données |
| Mérignat                 | 01242      | CC Rives de l'Ain - Pays du Cerdon | 3,17             | 133 (2022)                        | 42                 | modifier les données · modifier les données |
| Montanges                | 01257      | CC Terre Valserhône l'interco      | 13,70            | 348 (2022)                        | 25                 | modifier les données · modifier les données |
| Montréal-la-Cluse        | 01265      | CA Haut-Bugey Agglomération        | 12,83            | 3 584 (2022)                      | 279                | modifier les données · modifier les données |
| Neuville-sur-Ain         | 01273      | CC Rives de l'Ain - Pays du Cerdon | 19,79            | 1 798 (2022)                      | 91                 | modifier les données · modifier les données |
| Les Neyrolles            | 01274      | CA Haut-Bugey Agglomération        | 9,50             | 623 (2022)                        | 66                 | modifier les données · modifier les données |
| Nurieux-Volognat         | 01267      | CA Haut-Bugey Agglomération        | 19,34            | 973 (2022)                        | 50                 | modifier les données · modifier les données |
| Outriaz                  | 01282      | CA Haut-Bugey Agglomération        | 5,91             | 258 (2022)                        | 44                 | modifier les données · modifier les données |
| Oyonnax                  | 01283      | CA Haut-Bugey Agglomération        | 36,18            | 22 378 (2022)                     | 619                | modifier les données · modifier les données |
| Peyriat                  | 01293      | CA Haut-Bugey Agglomération        | 5,96             | 150 (2022)                        | 25                 | modifier les données · modifier les données |
| Plagne                   | 01298      | CC Terre Valserhône l'interco      | 6,20             | 166 (2022)                        | 27                 | modifier les données · modifier les données |
| Le Poizat-Lalleyriat     | 01204      | CA Haut-Bugey Agglomération        | 33,15            | 740 (2022)                        | 22                 | modifier les données · modifier les données |
| Poncin                   | 01303      | CC Rives de l'Ain - Pays du Cerdon | 19,77            | 1 766 (2022)                      | 89                 | modifier les données · modifier les données |
| Pont-d'Ain               | 01304      | CC Rives de l'Ain - Pays du Cerdon | 11,22            | 2 862 (2022)                      | 255                | modifier les données · modifier les données |
| Port                     | 01307      | CA Haut-Bugey Agglomération        | 4,25             | 843 (2022)                        | 198                | modifier les données · modifier les données |
| Priay                    | 01314      | CC Rives de l'Ain - Pays du Cerdon | 15,77            | 1 803 (2022)                      | 114                | modifier les données · modifier les données |
| Saint-Alban              | 01331      | CC Rives de l'Ain - Pays du Cerdon | 8,08             | 195 (2022)                        | 24                 | modifier les données · modifier les données |
| Saint-Germain-de-Joux    | 01357      | CC Terre Valserhône l'interco      | 11,27            | 505 (2022)                        | 45                 | modifier les données · modifier les données |
| Saint-Jean-le-Vieux      | 01363      | CC Rives de l'Ain - Pays du Cerdon | 15,33            | 1 799 (2022)                      | 117                | modifier les données · modifier les données |
| Saint-Martin-du-Frêne    | 01373      | CA Haut-Bugey Agglomération        | 19,14            | 1 027 (2022)                      | 54                 | modifier les données · modifier les données |
| Samognat                 | 01392      | CA Haut-Bugey Agglomération        | 14,01            | 645 (2022)                        | 46                 | modifier les données · modifier les données |
| Serrières-sur-Ain        | 01404      | CC Rives de l'Ain - Pays du Cerdon | 8,18             | 135 (2022)                        | 17                 | modifier les données · modifier les données |
| Sonthonnax-la-Montagne   | 01410      | CA Haut-Bugey Agglomération        | 14,14            | 287 (2022)                        | 20                 | modifier les données · modifier les données |
| Surjoux-Lhopital         | 01215      | CC Terre Valserhône l'interco      | 7,99             | 140 (2022)                        | 18                 | modifier les données · modifier les données |
| Valserhône               | 01033      | CC Terre Valserhône l'interco      | 62,53            | 16 162 (2022)                     | 258                | modifier les données · modifier les données |
| Varambon                 | 01430      | CC Rives de l'Ain - Pays du Cerdon | 7,99             | 664 (2022)                        | 83                 | modifier les données · modifier les données |
| Vieu-d'Izenave           | 01441      | CA Haut-Bugey Agglomération        | 23,73            | 727 (2022)                        | 31                 | modifier les données · modifier les données |
| Villes                   | 01448      | CC Terre Valserhône l'interco      | 9,21             | 390 (2022)                        | 42                 | modifier les données · modifier les données |
| Arrondissement de Nantua | 014        |                                    | 899,60           | 94 103 (2022)                     | 105                | modifier les données                        |

## Administration
| Période           | Période           | Identité                  | Fonction précédente                                                                            | Observation                                                                                                 |
| ----------------- | ----------------- | ------------------------- | ---------------------------------------------------------------------------------------------- | --- |
| 2 juin 1945       | 1 mars 1946       | Pierre Lortholary         |                                                                                                | |
|                   | 28 juin 1990      | Marc Beguin               |                                                                                                | |
| 16 juillet 1990   | 1er juin 1992     | Benoît Brocart            | Directeur de cabinet du préfet de la Charente-Maritime                                         | Nommé secrétaire général de la préfecture de la Haute-Loire                                                 |
| 20 juillet 1992   | 7 janvier 1993    | Jacques Saugier           |                                                                                                | Non installé                                                                                                |
| 7 janvier 1993    | 26 août 1994      | Jean-Pierre Jeissou       |                                                                                                | Nommé sous-préfet de Morlaix                                                                                |
| 26 août 1994      | 18 septembre 1996 | Pascal Maysounave         | Secrétaire général de la préfecture de Lot-et-Garonne                                          | |
| 18 septembre 1996 | 23 novembre 1999  | Hélène Bourcet            | Conseillère du corps des membres des tribunaux administratifs et cours administratives d'appel | Nommée sous-préfète de Riom                                                                                 |
| 14 décembre 1999  | 21 février 2004   | Paul Durand               |                                                                                                | Retraité |
| 26 mars 2004      | 16 novembre 2006  | Gérard André              | Sous-préfet de Villefranche-de-Rouergue                                                        | Nommé sous-préfet de Bressuire                                                                              |
| 16 novembre 2006  | 11 mars 2009      | Christian Michalak        | Sous-préfet de Nontron                                                                         | Nommé secrétaire général de la préfecture de l'Allier                                                       |
| 23 juin 2009      | 23 août 2012      | Marc Demulsant            | Sous-préfet de Calvi                                                                           | Retrouve son corps d'origine (ingénieur divisionnaire des travaux publics de l’État)                        |
| 23 août 2012      | 17 août 2016      | Eléodie Schès             | Sous-préfète de Vervins                                                                        | Nommée sous-préfète de Largentière                                                                          |
| 8 novembre 2016   | 25 novembre 2020  | Benoît Huber              | Sous-préfet de Gex                                                                             | Également sous-préfet de l'arrondissement de Gex ; nommé directeur de cabinet du préfet des Alpes-Maritimes |
| 30 décembre 2020  | 30 août 2022      | Pascaline Boulay          | Conseillère du corps des tribunaux administratifs et des cours administratives d'appel         | Également sous-préfète de l'arrondissement de Gex                                                           |
| 10 octobre 2022,  | 25 octobre 2024   | Danielle Balu (d)         | directrice des sécurités à la préfecture de Saône-et-Loire                                     | |
| 6 février 2025,   |                   | Karine Garcin-Escobar (d) | directrice générale adjointe de la commune de Marseille                                        | |

## Évolution démographique
En 2022, l'arrondissement comptait 94 103 habitants.
| 1968   | 1975   | 1982   | 1990   | 1999   | 2006   | 2011   | 2016   | 2021   |
| ------ | ------ | ------ | ------ | ------ | ------ | ------ | ------ | ------ |
| 58 741 | 63 736 | 68 706 | 75 638 | 80 383 | 84 159 | 84 708 | 93 404 | 93 853 |

| 2022   | - | - | - | - | - | - | - | - |
| ------ | - | - | - | - | - | - | - | - |
| 94 103 | - | - | - | - | - | - | - | - |